# キャプテン・マーベル (マー・ベル)
キャプテン・マーベル （Captain Marvel）、またはマー・ベル（Mar-Vell）は、 マーベル・コミックが発行するアメリカン・コミックスに登場するキャラクターである。スタン・リーとジーン・コーランによって創造され、1967年12月の『マーベル・スーパーヒーローズ』第12号で初登場した。彼は、マーベル・ユニバースにおいて“キャプテン・マーベル”の名を冠した最初のキャラクターとなった。
マー・ベルはアメリカン・コミックスのシルバーエイジにデビューし、セルフタイトルのシリーズや『Marvel Spotlight』シリーズの第2巻を含む多くの後続作品に登場したが、1982年に彼の死を迎えると、キャロル・ダンバースが現代において主にフィーチャーされるキャプテン・マーベルとなった。

## 発行履歴
1940年から1953年まで、フォーセット・コミックスは人気キャラクターキャプテン・マーベルを主人公にしたコミックを出版していたため、『Captain Marvel』という名前の商標を所有していた。1951年DCコミックスからの著作権侵害訴訟のため、フォーセットは1953年にコミックスの出版を中止し、彼らの表向きの商標は失効した。この状況を利用し、マーベルは1967年に新キャラクター『キャプテン・マーベル』をデビューさせ、すぐにその名前を商標登録した。1966年には小さな出版社M. F.エンタープライズが短期間の『Captain Marvel』シリーズを発表した。社名がタイトルに含まれていたため、マーベルはM.F.エンタープライズに『Captain Marvel』シリーズを5号で打ち切るよう説得し、M.F.に4,500ドルの和解金を支払った。
キャプテン・マーベル（マー・ベル）は、1967年12月にスタン・リーとジーン・コランに創造され、『マーベル・スーパーヒーローズ』第12号で主役としてデビューした。通常、共同クリエイターとしてクレジットされているが、コランは『キャプテン・マーベル』の構想にはまったく関与しておらず、実際の所彼は「あれはひどかった。私がこれまでにやった他のコスチューム・キャラクターの真似に過ぎなかった」と述懐し、特にオリジナルの白と緑のコスチュームを激しく嫌っていた。
その後1968年5月、キャプテン・マーベルのシリーズ『キャプテン・マーベル』第1号が始まった。しかしこのシリーズは読者に受け入れられず、1969年10月の第17号でロイ・トーマスとギル・ケインの作家・アーティストチームによって刷新され、ケインとミシェル・ロビンソンによってデザインされた新しいユニフォームと、より強力なスーパーパワーが与えられると共に相棒のリック・ジョーンズを登場させた。ジョーンズとマー・ベルは「分子を共有」し、一度に1人しか現実世界に存在できないようにした。トーマスは、この変更の意図について、「フォーセット・コミックスの初代キャプテン・マーベルを彷彿とさせるような、よりSF志向のアップデートを行うためだった」と述べている。
しかし、この変更すらうまくいかず、1969年からは断続的にしか刊行されなくなった。当初は1970年8月の第21号で打ち切られたが、『クリー・スクラル・ウォー』に登場し、『キャプテン・マーベル』シリーズは1972年9月に第22号から再開。プロッター兼アーティストのジム・スターリンは1973年3月の第25号でキャラクターの刷新を決めた。コミックの著作家であるレス・ダニエルズは、「マーベルに短期間在籍し、それまで全く名を知られることのなかった2つのキャラクター（キャプテン・マーベルとアダム・ウォーロック）を手掛けたことで、スターリンはかなりのカルト的人気を築くことに成功した」と述べている。
1977年にはスピンオフシリーズの『ミズ・マーベル』が創刊されたが、売上は低迷し、1979年に打ち切られるまで隔月刊にとどまった。しかし、出版が継続されたことで、商標は最新のものとなった。これは、その間にオリジナルの『フォーセット・キャプテン・マーベル』をライセンス出版していたDCコミックスに、新しいコミックを『シャザム!』という商標で印刷することを要求する効果をもたらした。
1979年5月『キャプテン・マーベル』が第62号で打ち切られた時、未発表の5つの号が既に完結していたか、それに近い状態であった。シリーズ『Marvel Spotlight』はそれらを出版するという明確な目的のために復活した。また、1982年にスターリンはマーベル初のグラフィックノベルである『The Death of Captain Marvel』でマー・ベルの死を書いた。
その後マーベルは、『キャプテン・マーベル』の名称の商標を維持するために、新たなキャラクターを登場させたコミックを数冊出版した。このキャラクターは1992年3月の『シルバーサーファー』第3巻#63と2003年3月『キャプテン・マーベル』第5巻#5を経て、2008年1月-6月にリミテッドシリーズ『キャプテン・マーベル』第6巻#1-5が『シークレット・インベージョン』の一部としてリリースされ、“スクラル”のクンナーとして登場した。
マー・ベルは2011年の3号限定シリーズ『Chaos War: Dead Avengers』の登場人物の一人にもなった。

## キャラクター経歴

### 1960年代
“クリー人”が初めて人間と遭遇した後、マー・ベル大尉は彼らがクリー帝国にとって脅威かどうかを判断するために地球へ派遣され、彼は最近亡くなった科学者ウォルター・ローソンになりすました。だが次第に観察対象の人々に敬服し、クリーの軍服を着て初めて彼らを守るために戦った際、人々は彼が自分の名前を「キャプテン・マーベル」と間違って発音するのを耳にした。そんな彼の仕事は、嫉妬深い指揮官であるヨン・ロッグ大佐や、人類に対する自身の愛情の高まり、そして自ら偽のIDなど困難になっている。
何度も人類を助けたマー・ベルは、クリー帝国に対する反逆罪で有罪となり、銃殺刑に処される。マー・ベルは盗んだロケットで脱出するが、宇宙で112日間漂流。衰弱し、発狂寸前になったところ、彼はロナン・ジ・アキューザーとクリー大臣ザレックに操られ、スプリーム・インテリジェンスへの謀叛に協力させられることになった。新しいコスチュームと強化された能力を与えられたマー・ベルだったが、この一件が失敗に終わった後、地球に戻ろうとした。しかしその途中、彼は放射線の爆発に見舞われ、“ネガティブゾーン”に閉じ込められてしまった。
スプリーム・インテリジェンスによってマー・ベルは、テレパシーでリック・ジョーンズとコンタクトを取り、彼を廃墟となったクリーの基地にある“ネガ・バンド”のセットへと導いた。ジョーンズがバンドを装着して打ち合うと、マー・ベルと入れ替わり、ネガティブ・ゾーンの保護オーラに包まれる。2人はテレパシーで連絡を取り合うことができようになり、この方法でマー・ベルは3時間だけポジティブ・ユニバースに留まることができる。

### 1970年代
マック・ガーガン/スコーピオンやブルース・バナー/ハルクとの短い出会いの後。ジョーンズはリード・リチャーズ/ミスター・ファンタスティックのネガティブ・ゾーンへのポータルを使ってマー・ベルを解放し、クリー/スクラル戦争に巻き込まれる。戦争の結果、ジョーンズは瀕死の状態に陥り、マー・ベルは彼の命を救うためにジョーンズと再合体した。
数週間後、ジョーンズの体が2人の生命エネルギーを収容できなくなったため、マー・ベルの意識が表出し始めると、サバンナ教授による光子線治療が状況を安定させ、マー・ベルの肉体と意識を浮上させた。アトミックパワーを持つジュールス・カーター/メガトンと戦った後、マー・ベルはジョーンズによってネガ・バンドを介して解放されるまで、再びネガティブ・ゾーンに閉じ込められた。
エリック・ウィリアムズ/グリム・リーパーやスペース・ファントムとの戦いで“アベンジャーズ”を助け、マー・ベルはアラーズ/メンター、エロス/スターフォックスと同盟を組み、死の崇拝者サノスとその軍勢と“コズミック・キューブ”を巡る戦争に挑んだ。宇宙の存在であるイーオンは、マー・ベルを“宇宙の守護者”に変身させる。これにより彼は“コズミック・アウェアネス”を含む新たな能力を得た。キューブを手に入れて全能となったサノスの魂が肉体を離れると、マー・ベルはその機会を利用して、サノスの手の中にあったキューブを砕き、これにより、サノスを元に戻した。
ピーター・パーカー/スパイダーマンと組んでバジル・エルクス/バジリスクと戦った後、マー・ベルは新たなヴィランのロバート・ハンター/ニトロと遭遇し、相手が仕掛けた爆弾を解除する際に、神経ガスの“コンパウンド13”を浴びるが、解毒剤を投与されて回復し、この間、マー・ベルはアーサー・パークス/リビング・レーザーと遭遇した。マー・ベルはニトロの同盟者を調査するが、彼らはクリーの“ルナティック・レギオン ”であることが明らかになり、一連の長引く戦いと、地球問題に絶えず関与しているとして、最終的には宇宙的存在である“ウォッチャー”のウアトゥによる裁判に至った。この脅威の後、マー・ベルはジョーンズと一時離ればなれになり、かつての恋人ユーナの姿をした宇宙パラサイトと遭遇した。
マー・ベルはクリーの故郷“ハラ”へと旅立ち、ジョーンズが死にそうになるほどの長い一連の出来事を通して、スプリーム・インテリジェンスから解放され、この際、宇宙的な存在であるストレンジャーにも遭遇した。地球に帰還したマー・ベルは、“S.H.I.E.L.D.”の“ヘリキャリア”の艦内にある活動停止中の“クリー・セントリー”を回収しようとしたが、遭遇したクリーの科学者たちに起動させられたセントリーが大暴れしたため、これは失敗に終わった。
ジョーンズが“アベンジャーズ・マンション”を訪れていた頃、スーパー・アダプトイドが襲来。アベンジャーズとの戦いの最中、ジョーンズはマー・ベルと入れ替わるものの、スーパー・アダプトイドにネガ・バンドを模倣された。しかしマー・ベルはスーパーアダプトイドをネガティブ・ゾーンに追放し、ジョーンズの解放に成功。マー・ベルはジョーンズに別れを告げた後にマーキュリオと出会うと、一時は騙されて“オムニウェーブ・プロジェクター”の製造を強要された。しかしマーキュリオを倒し、地球に戻る。
マー・ベルはクリーとの取引を続け、ドクター・ミネルバのジョーンズ殺害を阻止し、最高評議会のメンバーであるフェ＝ドールと戦った。それから“インヒューマンズ”の王ブラッカガー・ボルタゴン/ブラックボルトを盟友とし、“War of the Three Galaxies”を阻止した。ニトロとの再会後、マー・ベルは一時的に再びウォルター・ローソンとして天文台で働くが、デスグリップを止めるために対峙すると、マー・ベルに戻ることを余儀なくされた。ソーとの邂逅を経て、サノスを殺すという目的を果たせず、正気を失ってしまったドラックスと戦うことになったものの、最終的に彼を説得し、ISAACとの戦争に突入。長引く戦いの末、マー・ベルはISAACの手先エリシウスを説得し、彼女と恋に落ちた。そしてマー・ベルはスーパーコンピューターのプログラムに入り込むことでISAACを打ち負かした。マー・ベルはイーオンと再会し、最近の出来事を振り返った。

### 1980年代
“ダーク・ディメンション”での戦いの後、ハルクとの遭遇、そして異星での冒険を経て、マー・ベルは自分が過去にさらされたコンパウンド13が原因で癌になったことを発見。ネガ・バンドでは癌を抑えられても治療まではできず、裏切り者とみなされていることからクリーの医師も利用できない。マー・ベルは自分の人生が終わることを受け入れると、駆けつけた多くの友人や同盟者、更には宿命の敵であるスクラルからの使者までも称えられ、最期の瞬間、マー・ベルはサノスとデスが自分を死後の世界へと導く幻視を体験した。
しかし後に、グランドマスターによってマー・ベルの精神は、彼の“リージョン・オブ・ザ・アンリビング”に参加させられてアベンジャーズと交戦してしまった。

### 1990年代
1990年代には、死者の領域でマー・ベルの精神がシルバーサーファーと遭遇したほか、マー・ベルの元恋人エリシウスもまた、彼の遺伝子情報で自身を孕ませ、息子ジェニス・ベルを産み、デスに彼女の領域から追放されたサノスにリアリティ・ジェムを使ってマー・ベルを元に戻すなどの出来事があった。

### 2000年代
死者の世界を訪れた息子のジェニスと出会ったマー・ベルは、彼からエリシウスが娘のフィラ・ベルも産んだことを知らされた。加えて、“ヤング・アベンジャーズ”のメンバーであるテディ/ハルクリングは、マー・ベルとスクラルの王女アネルの息子であることも明らかになった。

### 2010年代
“カオス・ウォー”の最中、マー・ベルは死亡したアベンジャーズの数名のメンバーと共に生還した。だがしばらくして、クリーの神秘主義者たちによって復活させられ、アベンジャーズへの対抗として利用されてしまう。ヴィジョンによって解放されたマー・ベルは、フェニックス・フォースが“ハラ”を脅かしたとき、クリーを救うために自らを犠牲にした。

## パワー・アイテム

### パワー
母星ハラの厳しい重力に適応するために進化した肉体を持つクリーであるマー・ベルは、普通の人間を大きく上回るほどの身体能力と耐久性を有していた。彼は兵士として、あらゆる戦闘訓練を受け、戦術に関する優れた知識を持っており、ゾー（クリー帝国の大臣ザレック）に操られて一層強化されたマー・ベルは、クリーで最も硬い物質を粉砕できる身体能力、イリュージョンの発生、宇宙のあらゆる場所へのテレポート、光速を超える速度での飛行などの特殊能力各種を得た。
イーオンから“宇宙の守護者”と命名されると、“コズミック・アウェアネス”という超感覚を備えるようになり、これによって直接的な脅威の察知、敵の弱点の看破、未来予測などが可能となった。

### アイテム
ユニバーサル・ビーム（ユニ・ビーム）
エネルギー投射や、純粋な闇のビームを放出し、磁気を制御することができるツール。当初は携帯型のピストルだったが、後に手首に装着する装置に改造された。
ネガ・バンド
リック・ジョーンズが見つけたことで入手した一対のリストバンド。これを両手にはめたことでマー・ベルは、ゾーによって強化された身体能力以外の特殊能力が失われたが、その代わりに、バンドに蓄積された太陽エネルギーによってサイオニックエネルギーや耐久性、スピード、回復力がより向上され、加えてフォトンブラストの放射、飛行能力、宇宙空間においての生身での活動までできる。

## その他のバージョン
- 『アルティメット・マーベル』のミニシリーズ『アルティメット・シークレット』では、マール・ヴェールと呼ばれるバージョンで登場し、地球のヒーローを助ける[81]。
- 『Earth X』においてマー・ベルは、アダム・ウォーロックとキスメットの子供として転生して登場する[82]。
- 『The Thanos Imperative』では、“キャンサーバース”出身の邪悪な存在であるヴィランのマー・ベル卿として登場し、“Many-Angled Ones”として知られる存在を崇拝している[83]
- 『Ruins』では、自分の遠征中にクリー族をほぼ全滅させた人類を憎むキャラクターとして登場した[84]。

## MCU版
『マーベル・シネマティック・ユニバース』（MCU）では、壮年女性のキャラクターになっており、地球に来訪してウェンディ・ローソン（Wendy Lawson）と名乗っている。映画『キャプテン・マーベル』では、アネット・ベニングが演じ、『ホワット・イフ...?』シーズン2第2話では、ケリー・トンバジアンが声をあてた。日本語吹替は榊原良子が担当した。
本項では、“アース616”（正史の宇宙）におけるマー・ベルを主軸として表記するが、現在のところ、原作コミックのように“キャプテン・マーベル”のヒーロー名はあてがわれていない。

### キャラクター像
“クリー人”の女性科学者。かつて“クリー/スクラル戦争”で“スクラル人”を迫害してきたことを恥じて“クリー帝国”から脱走。地球に密かに来訪して、前述の偽名で地球人に成りすまし、自らのラボに匿ったスクラル人たちを遠い安住の地へと導くと共に戦争を終わらせるための一環としてアメリカ空軍とNASAによる“ペガサス計画”に参加。当計画のテストパイロットとなったキャロル・ダンヴァースやマリア・ランボーと計画に携わって、彼女たちの恩師同然の存在となった。
機知に富み、情け深い人柄であったが、後述の経緯により、現代においては故人である。

### 『ホワット・イフ...?』版
ウェンディ・ローソン［マー・ベル］（Wendy Lawson［Mar-Vell］）
アース616とは異なる宇宙の一つに存在するマー・ベルの“変異体”。

### 技能
ペガサス計画において、テッセラクト/スペース・ストーンのパワーを宿した“ライトスピード・エンジン”や、これを搭載した航空機の開発に成功するなど、クリー人の科学者として非常に優れた技術力を有していた。

### 各作品における描写
『キャプテン・マーベル』
MCU初登場の本作では、ヴァース（キャロル）の夢やフラッシュバックの中に印象強く現れる謎の女性として描写される。
物語本編の6年前（1989年）に、キャロルと共にライトスピード・エンジンを搭載したテスト機の実験飛行を成功させ、スクラル人たちが待つラボにそのまま向かおうとしたが、“スターフォース”の襲撃を受け、テスト機が撃墜されたために失敗。キャロルに自身の素性と目的を打ち明け、巻き込んでしまったことを謝罪し、エンジンを破壊しようとしたものの、ヨン・ロッグに撃たれて致命傷を負い、キャロルにスクラル人の未来を託して息を引き取った。
スターフォースの襲撃を確認しなかったアメリカ空軍とNASAにより、失敗と見なされた実験飛行の結果と共に、キャロルの消息不明を含むマー・ベルの死は、無断のテスト飛行中に墜落・死亡したとされて、その資料は黒塗りにされてペガサス計画の施設の記録室に隠蔽された。
『ホワット・イフ...?』シーズン2第2話
ウェンディ・ローソン［マー・ベル］の変異体が登場。

## その他のメディア

### テレビアニメ
- 『スーパー・ヒーロー・ギャング』：キャロル・ダンバース/ミズ・マーベルのボーイフレンドとして登場し、タイ・バーレルが声をあてた[85]。
- 『アベンジャーズ 地球最強のヒーロー』：マール・ベールの要素を持つマー・ベルが登場し、ロジャー・クレイグ・スミスが声をあてた[85]。このバージョンは異生物学者で、遺伝子の異常を調査するために地球に来たクリーの科学海軍の一員だったが、人類に興味を持つようになった。フィリップ・ローソンという人間に変装し、キャロルと恋に落ちる。しかし、クリーのセントリーが地球の脅威の調査に現れると、マー・ベルはキャロル、ジャネット・ヴァン・ダイン/ワスプ、ハンク・ピム/アントマンを救った。その際、誤って自分のクリー人としての能力の一部をキャロルに刷り込んでしまう。彼とアベンジャーズがスプリーム・インテリジェンスを無力化した後、マー・ベルはクリーの新たなリーダーとなる。

### ビデオゲーム
- 『Marvel Super Hero Squad Online』：プレイヤーキャラクターとして登場[86]。
- 『MARVEL ULTIMATE ALLIANCE』（PSP版）：ジェニス・ベルのコスチューム姿で登場し、
ロジャー・ローズが声をあてた[85]。
- 『Marvel Heroes』：でキャロル・ダンバース/Ms.マーベルの強化コスチューム姿で登場し、ジョシュ・キートンが声をあてた[85]。

### 参考
1. ↑  Blumberg, Arnold T. (2019年4月6日). “Know Your Captain Marvel from Your Captain Mar-Vell” (英語). IGN. 2023年2月12日閲覧。
2. ↑  “The Top 50 Avengers”.  IGN (2012年4月30日). 2016年4月21日時点のオリジナルよりアーカイブ。2015年7月28日閲覧。
3. ↑  “Is the original Captain Marvel being resurrected? Marvel is still making us guess” (英語). gamesradar (2021年8月27日). 2022年10月8日閲覧。
4. 1 2 3 4 5  Markstein, Don (2010年). “Captain Marvel (1967)”.  Don Markstein's Toonopedia. 2024年5月25日時点のオリジナルよりアーカイブ。2010年8月30日閲覧。
5. ↑  “Captain Marvel (1966)”.   Don Markstein's Toonopedia (2010年). 2012年9月19日時点のオリジナルよりアーカイブ。2010年8月30日閲覧。
6. ↑  Reed, Tucker (2017-10-03). Slugfest : inside the epic fifty-year battle between Marvel and DC (First ed.). New York, NY. ISBN 978-0306825477. OCLC 972386162
7. ↑  jbindeck2015 (2019年3月11日). “Captain Marvel: Who is Mar-Vell?” (英語). Den of Geek. 2022年10月8日閲覧。
8. 1 2  DeFalco, Tom; Gilbert, Laura, ed. (2008). “1960s”. Marvel Chronicle A Year by Year History. London, United Kingdom: Dorling Kindersley. p. 125. ISBN 978-0756641238. "Captain Mar-Vell was a Kree warrior sent to spy on Earth, by Stan Lee and artist Gene Colan."
9. ↑  Field, Tom (2005). Secrets in the Shadows: The Art & Life of Gene Colan. Raleigh, North Carolina: TwoMorrows Publishing. p. 78. ISBN 978-1893905450
10. ↑  Wells, John (2014). American Comic Book Chronicles: 1965–1969. TwoMorrows Publishing. p. 267. ISBN 978-1605490557
11. ↑  Herman, Daniel (2002). Gil Kane: Art and Interviews. New Castle, Pennsylvania: Hermes Press. pp. 200. ISBN 978-0971031166
12. ↑  Daniels, Les (1991). Marvel: Five Fabulous Decades of the World's Greatest Comics. New York, New York: Harry N. Abrams. p. 162. ISBN 9780810938212
13. ↑  “Captain Marvel (1940)”.   Don Markstein's Toonopedia (2010年). 2012年9月14日時点のオリジナルよりアーカイブ。2010年8月30日閲覧。
14. ↑  Buttery, Jarrod (April 2014). “Ready for the Spotlight”. Back Issue! (Raleigh, North Carolina: TwoMorrows Publishing) (71):  11.
15. ↑  Diaz, Eric (2019年3月14日). “The Comics History of All 9 CAPTAIN MARVELS”. Nerdist. 2019年3月30日時点のオリジナルよりアーカイブ。2019年7月1日閲覧。
16. ↑  Shiach, Kieran (2016年6月29日). “The Replacements: Mar-Vell And The Legacy Of Captain Marvel”.  ComicsAlliance. 2017年10月14日時点のオリジナルよりアーカイブ。2019年6月17日閲覧。
17. ↑  Zawisza, Doug (2010年11月19日). “Chaos War: Dead Avengers #1 – Review”. Comic Book Resources. 2019年7月1日時点のオリジナルよりアーカイブ。2019年7月1日閲覧。
18. ↑  Lee, Stan (w), Kirby, Jack (p), Sinnott, Joe (i). "The Sentry Sinister!" Fantastic Four, no. 64 (1967年7月)
19. 1 2 3 4 5 6  “【アベンジャーズ】キャプテン・マーベルの強さ・能力について解説！【マーベル原作】”. 2024年3月23日閲覧。
20. ↑  Lee, Stan (w), Colan, Gene (p), Giacoia, Frank (i). "The Coming of Captain Marvel!" Marvel Super-Heroes, no. 12 (1967年12月)
21. ↑  Goodwin, Archie (w), Heck, Don (p), Shores, Syd (i). "Behind The Mask of Zo!" Captain Marvel, no. 16 (1969年9月)
22. 1 2  Thomas, Roy (w), Kane, Gil (p), Adkins, Dan (i). "And A Child Shall Lead You!" Captain Marvel, no. 17 (1969年10月)
23. ↑  Thomas, Roy (w), Buscema, Sal (p), Grainger, Sam (i). "Did You Hear the One About Scorpio?" The Avengers, no. 72 (1970年1月)
24. ↑  Thomas, Roy (w), Kane, Gil (p), Adkins, Dan (i). "The Hunter and the Holocaust!" Captain Marvel, no. 20 (1970年6月)
25. ↑  Thomas, Roy (w), Kane, Gil (p), Adkins, Dan (i). "Here Comes The Hulk!" Captain Marvel, no. 21 (1970年8月)
26. ↑  Thomas, Roy; Buscema, Sal; Adams, Neal; Buscema, John (2000). Avengers: The Kree-Skrull War. Marvel Comics. pp. 208. ISBN 978-0785107453
27. 1 2  Conway, Gerry (w), Boring, Wayne (p), Giacoia, Frank (i). "To Live Again!" Captain Marvel, no. 22 (1972年9月)
28. ↑  Wolfman, Marv (w), Boring, Wayne (p), McLaughlin, Frank (i). "Death at the End of the World!" Captain Marvel, no. 23 (1972年11月)
29. ↑  Englehart, Steve (w), Heck, Don (p), Cockrum, Dave; Sinnott, Joe (i). "Check and Mate" The Avengers, no. 108 (1973年2月)
30. ↑  Friedrich, Mike (w), Starlin, Jim (p), Stone, Chic (i). "A Taste of Madness!" Captain Marvel, no. 25 (1973年3月)
31. ↑  Starlin, Jim; Friedrich, Mike (w), Starlin, Jim (p), Cockrum, Dave (i). "Betrayal!" Captain Marvel, no. 26 (1973年5月)
32. ↑  Starlin, Jim; Friedrich, Mike (w), Starlin, Jim (p), Marcos, Pablo (i). "Trapped on Titan!" Captain Marvel, no. 27 (1973年7月)
33. 1 2 3  アベンジャーズキャラクター事典 2022, p. 27
34. 1 2  Starlin, Jim (w), Starlin, Jim (p), Milgrom, Al (i). "Metamorphosis!" Captain Marvel, no. 29 (1973年11月)
35. ↑  Starlin, Jim; Englehart, Steve (w), Starlin, Jim (p), Janson, Klaus (i). "The God Himself!" Captain Marvel, no. 33 (1974年7月)
36. ↑  Englehart, Steve (w), Buscema, John; Cockrum, Dave (p), Cockrum, Dave (i). "The Power of Babel!" The Avengers, no. 125 (1974年7月)
37. ↑  Manning, Matthew K.; Gilbert, Laura, ed. (2012). “1970s”. Spider-Man Chronicle Celebrating 50 Years of Web-Slinging. London, United Kingdom: Dorling Kindersley. p. 71. ISBN 978-0756692360. "Armed with fantastic vision blasts, the [Basilisk] accidentally crossed paths with both Spidey and...Captain Marvel."
38. 1 2  Starlin, Jim; Englehart, Steve (w), Starlin, Jim (p), Abel, Jack (i). "Blown Away!" Captain Marvel, no. 34 (1974年9月)
39. ↑  Englehart, Steve; Friedrich, Mike (w), Alcala, Alfredo (p), Alcala, Alfredo (i). "Deadly Genesis!" Captain Marvel, no. 35 (1974年11月)
40. ↑  Englehart, Steve (w), Milgrom, Al (p), Janson, Klaus (i). "The Trial of the Watcher" Captain Marvel, no. 39 (1975年7月)
41. ↑  Englehart, Steve (w), Milgrom, Al (p), McWilliams, Al (i). "Rocky Mountain 'Bye!" Captain Marvel, no. 40 (1975年9月)
42. ↑  Englehart, Steve (w), Milgrom, Al (p), Giacoia, Frank; Esposito, Mike; Wrightson, Bernie (i). "Shoot-Out at the O.K. Space Station!" Captain Marvel, no. 42 (1976年1月)
43. ↑  Edelman, Scott (w), Milgrom, Al (p), Austin, Terry; Milgrom, Al (i). "Asylum Earth!" Captain Marvel, no. 49 (1977年3月)
44. ↑  Edelman, Scott (w), Milgrom, Al (p), Austin, Terry (i). "To Begin Anew!" Captain Marvel, no. 50 (1977年5月)
45. ↑  Edelman, Scott (w), Milgrom, Al (p), Austin, Terry (i). "'Til Death Do Us Part!" Captain Marvel, no. 51 (1977年7月)
46. ↑  Edelman, Scott (w), Milgrom, Al (p), Austin, Terry (i). "Captain Marvel.. Wanted!" Captain Marvel, no. 52 (1977年9月)
47. ↑  Edelman, Scott (w), Milgrom, Al (p), Austin, Terry (i). "The War of the Three Galaxies!" Captain Marvel, no. 53 (1977年11月)
48. ↑  Edelman, Scott (w), Tuska, George; Cockrum, Dave (p), Austin, Terry (i). "The Big Bang Theory" Captain Marvel, no. 54 (1978年1月)
49. ↑  Edelman, Scott (w), Broderick, Pat (p), Wiacek, Bob (i). "Beneath The Mask...A Man!" Captain Marvel, no. 55 (1978年3月)
50. ↑  Moench, Doug (w), Broderick, Pat (p), Wiacek, Bob (i). "Survival Quest!" Captain Marvel, no. 56 (1978年5月)
51. ↑  McKenzie, Roger (w), Broderick, Pat (p), Wiacek, Bob; Austin, Terry (i). "Star Burst" Captain Marvel, no. 57 (1978年7月)
52. ↑  Moench, Doug (w), Broderick, Pat (p), McLeod, Bob (i). "A Destroyer—Denied!" Captain Marvel, no. 58 (1978年9月)
53. ↑  Moench, Doug (w), Broderick, Pat (p), Patterson, Bruce (i). "The Trouble with Titan..." Captain Marvel, no. 59 (1978年11月)
54. ↑  Moench, Doug (w), Broderick, Pat (p), Patterson, Bruce (i). "Moon-Traps And Paradise" Captain Marvel, no. 60 (1979年1月)
55. ↑  Moench, Doug (w), Broderick, Pat (p), Patterson, Bruce (i). "Chaos and the Pit!" Captain Marvel, no. 61 (1979年3月)
56. ↑  Moench, Doug (w), Broderick, Pat (p), Patterson, Bruce (i). "Earth Skirmish" Captain Marvel, no. 62 (1979年5月)
57. ↑  Moench, Doug (w), Broderick, Pat (p), Patterson, Bruce (i). "The Saturn Storm!" Marvel Spotlight, vol. 2, no. 1 (1979年7月)
58. ↑  Moench, Doug (w), Broderick, Pat (p), Patterson, Bruce (i). "The Dark Corners!" Marvel Spotlight, vol. 2, no. 2 (1979年9月)
59. ↑  Moench, Doug (w), Broderick, Pat (p), Day, Gene (i). "Blue—Red—Blue!" Marvel Spotlight, vol. 2, no. 3 (1979年11月)
60. ↑  Wolfman, Marv; Goodwin, Archie (w), Ditko, Steve (p), Ditko, Steve (i). "Shadow Doom!" Marvel Spotlight, vol. 2, no. 4 (1980年1月)
61. ↑  Mantlo, Bill (w), Buscema, Sal (p), Buscema, Sal (i). "The Hero and the Hulk!" The Incredible Hulk, vol. 2, no. 246 (1980年4月)
62. ↑  Riley, Dick; Barr, Mike W. (w), Miller, Frank (p), Patterson, Bruce (i). "Planet Where Time Stood Still!" Marvel Spotlight, vol. 2, no. 8 (1980年9月)
63. ↑  Starlin, Jim (w), Starlin, Jim (p), Starlin, Jim (i). "The Death of Captain Marvel" Marvel Graphic Novel, no. 1 (1982年4月)
64. ↑  DeFalco, Tom (w), Pollard, Keith (p), Williamson, Al (i). "Captain Marvel! She-Hulk! Moon Knight! Tigra!; (Chapter 3)" The Avengers Annual, no. 16 (1987年)
65. ↑  Marz, Ron (w), Lim, Ron (p), Christopher, Tom (i). "Down among the Dead" Silver Surfer, vol. 3, no. 63 (1992年3月)
66. ↑  Marz, Ron (w), Lim, Ron (p), Christopher, Tom (i). "Inner Turmoil" Silver Surfer, vol. 3, no. 64 (1992年4月)
67. ↑  Marz, Ron (w), Lim, Ron (p), Austin, Terry (i). "Epilogue" Cosmic Powers Unlimited, no. 1 (1995年5月)
68. ↑  David, Peter (w), ChrisCross (p). "Au Pere" Captain Marvel, vol. 5, no. 5 (2003年3月)
69. ↑  David, Peter (w), Azaceta, Paul (p). "Uh-Uh" Captain Marvel, vol. 5, no. 16 (2004年1月)
70. ↑  Heinberg, Allan (w), Cheung, Jim (p), Stull, Rob; Cheung, Jim; Meikis, Dave; Vines, Dexter (i). "Family Matters Part Two" Young Avengers, no. 10 (2006年3月)
71. ↑  Heinberg, Allan (w), Cheung, Jim (p), Livesay, John; Leisten, Jay; Meikis, Dave; Ryan, Matt; Mendoza, Jaime (i). "Family Matters Part Three" Young Avengers, no. 11 (2006年5月)
72. ↑  Van Lente, Fred (w), Grummett, Tom (p), Hamscher, Cory (i). "In your last moment of life..." Chaos War: Dead Avengers, no. 1 (2011年1月)
73. ↑  Van Lente, Fred (w), Grummett, Tom (p), Hamscher, Cory (i). "Colonial vanguard!! Fall back!!" Chaos War: Dead Avengers, no. 2 (2011年2月)
74. ↑  Remender, Rick (w), Guedes, Renato (p), Guedes, Renato (i). "I am what was, what is, what will be" Secret Avengers, no. 26 (2012年6月)
75. ↑  Remender, Rick (w), Guedes, Renato (p), Guedes, Renato (i). "Operation Phoenix Part 3" Secret Avengers, no. 28 (2012年8月)
76. ↑  Drake, Arnold (w), Ayers, Dick (p), Colletta, Vince (i). "Rebirth!" Captain Marvel, no. 11 (1969年3月)
77. ↑  Drake, Arnold (w), Ayers, Dick (p), Shores, Syd (i). "The Moment of the Man-Slayer" Captain Marvel, no. 12 (1969年4月)
78. ↑  Caballero, David (2021年10月9日). “10 Things Only Comic Book Fans Know About Captain Marvel” (英語). ScreenRant. 2022年10月8日閲覧。
79. ↑  Captain Marvel #43
80. ↑  Allan, Scoot (2022年8月7日). “Marvel's 10 Most Powerful Healers” (英語). CBR. 2022年10月8日閲覧。
81. ↑  Ellis, Warren (w), McNiven, Steve (p), Morales, Mark (i). "Ultimate Secret Chapter One" Ultimate Secret, no. 1 (2005年5月)
82. ↑  Krueger, Jim; Ross, Alex (w), Leon, John Paul (p), Reinhold, Bill (i). "Earth X Chapter Ten" Earth X, no. 10 (2000年1月)
83. ↑  Abnett, Dan; Lanning, Andy (w), Sepulveda, Miguel (p). "Sepulveda, Miguel" The Thanos Imperative, no. 1 (2010年8月)
84. ↑  Ellis, Warren (w), Nielsen, Cliff; Nielsen, Terese (p), Nielsen, Cliff; Nielsen, Terese (i). "Men on Fire" Ruins, no. 1 (1995年8月)
85. 1 2 3 4  “Captain Marvel Voices (Marvel Universe)”. Behind The Voice Actors. 2019年6月6日閲覧。
86. ↑  Johnson, Neilie (2014年8月29日). “Super Hero Squad Online – Groot and Galactic XP Weekend”. MMORPG. 2018年1月16日時点のオリジナルよりアーカイブ。2019年7月1日閲覧。